# لیگا پوکال
جام لیگ آلمان (به آلمانی: DFB-LIGAPOKAL) (لیگا پوکال)رقابت فوتبالی در آلمان است که قبل از شروع فصل نو بوندس لیگا برگزار می‌شود.
این لیگ شامل ۵ تیم برتر فصل قبل بوندس لیگا و قهرمان جام حذفی آلمان است. این لیگ از سال ۲۰۰۵ که شبکهٔ آلمانی Premiere (pay television network) حامی مالی این رقابت‌ها شد به نام جام لیگ برتر آلمان، تغییر نام داد.
لیک در سال ۲۰۰۸ به دلیل ازدحام برنامه‌های مسابقات قهرمانی اروپا یوفا از ادامه بازایستاد و به جای آن در ۲۳ ژوئیه ۲۰۰۸ سوپرجام فوتبال آلمان برگزار شد.
به هر حال این لیگ در سال ۲۰۰۹ نیز برگزار نشد تا اینکه به رای فدراسیون فوتبال آلمان، این رقابت‌ها برای همیشه کنار گذاشته شد.
در آخرین باری که در سال ۲۰۰۷ این لیگ برگزار شد تیم بایرلورکوزن ۰۴ از این رقابت‌ها کنار گذاشته شد و بجای
آن قهرمان وقت بوندس لیگا. ۲ تیم کارلسروهه در لیگ حاضر شد.

## قالب و قوانین این لیگ
در حقیقت لیگ شامل ۶ تیم بود ولی اگر تیمی موفق به کسب دوگانه یعنی بوندس لیگا به اضافه جام حذفی می‌شد، سپس این لیگ با حضور ۵ تیم برگزار می‌شد.

## قهرمانان پیشین
| فصل     | قهرمان      | نتیجه | نایب قهرمان         | ورزشگاه                               |
| ------- | ----------- | ----- | ------------------- | ------------------------------------- |
| ۱۹۷۲–۷۳ | هامبورگ     | ۲–۰   | بروسیا مونشن‌گلادباخ | ورزشگاه فولکسپارک، هامبورگ            |
| ۱۹۹۷    | بایرن مونیخ | ۲–۰   | اشتوتگارت           | بای‌آرنا، لورکوزن                      |
| ۱۹۹۸    | بایرن مونیخ | ۴–۰   | اشتوتگارت           | بای‌آرنا، لورکوزن                      |
| ۱۹۹۹    | بایرن مونیخ | ۲–۱   | وردربرمن            | بای‌آرنا، لورکوزن                      |
| ۲۰۰۰    | بایرن مونیخ | ۵–۱   | هرتابرلین           | بای‌آرنا، لورکوزن                      |
| ۲۰۰۱    | هرتابرلین   | ۴–۱   | شالکه ۰۴            | ورزشگاه کارل بنز، مانهایم             |
| ۲۰۰۲    | هرتابرلین   | ۴–۱   | شالکه ۰۴            | ورزشگاه روهراشتادیون، بوخوم           |
| ۲۰۰۳    | هامبورگ     | ۴–۲   | بروسیا دورتموند     | Stadion am Bruchweg, ماینتس           |
| ۲۰۰۴    | بایرن مونیخ | ۳–۲   | وردربرمن            | Stadion am Bruchweg, ماینتس           |
| ۲۰۰۵    | شالکه ۰۴    | ۱–۰   | اشتوتگارت           | ورزشگاه ردبول آرنا (لایپزیگ), لایپزیگ |
| ۲۰۰۶    | وردربرمن    | ۲–۰   | بایرن مونیخ         | ورزشگاه ردبول آرنا (لایپزیگ), لایپزیگ |
| ۲۰۰۷    | بایرن مونیخ | ۱–۰   | شالکه ۰۴            | ورزشگاه ردبول آرنا (لایپزیگ), لایپزیگ |

## برندگان جام بر پایه تیم
| تیم                 | قهرمان | نایب قهرمان | سال قهرمانی                        | سال ناکامی       |
| ------------------- | ------ | ----------- | ---------------------------------- | ---------------- |
| بایرن مونیخ         | ۶      | ۱           | ۱۹۹۷, ۱۹۹۸, ۱۹۹۹, ۲۰۰۰, ۲۰۰۴, ۲۰۰۷ | ۲۰۰۶             |
| هرتابرلین           | ۲      | ۱           | ۲۰۰۱, ۲۰۰۲                         | ۲۰۰۰             |
| هامبورگ             | ۲      | ۰           | ۱۹۷۲–۷۳, ۲۰۰۳                      | –                |
| شالکه ۰۴            | ۱      | ۳           | ۲۰۰۵                               | ۲۰۰۱, ۲۰۰۲, ۲۰۰۷ |
| وردربرمن            | ۱      | ۲           | ۲۰۰۶                               | ۱۹۹۹, ۲۰۰۴       |
| اشتوتگارت           | ۰      | ۳           | –                                  | ۱۹۹۷, ۱۹۹۸, ۲۰۰۵ |
| بروسیا مونشن‌گلادباخ | ۰      | ۱           | –                                  | ۱۹۷۲–۷۳          |
| بروسیا دورتموند     | ۰      | ۱           | –                                  | ۲۰۰۳             |

## مسابقات نهایی-فینال در یک نگاه
| فصل                                | ورزشگاه                          | برنده       | نتیجه | Finalist            |
| ---------------------------------- | -------------------------------- | ----------- | ----- | ------------------- |
| جام لیگ آلمان - DFB                |                                  |             |       |                     |
| ۱۹۷۲/۷۳                            | ایمتچ آرنا هامبورگ               | هامبورگ     | ۴:۰   | بروسیا مونشن‌گلادباخ |
| از سال ۱۹۷۳/۷۴ تا ۱۹۹۶ برگزار نشد. |                                  |             |       |                     |
| ۱۹۹۷                               | Ulrich-Haberland-Stadion لورکوزن | بایرن مونیخ | ۲:۰   | اشتوتگارت           |
| ۱۹۹۸                               | بای آرنا لورکوزن                 | بایرن مونیخ | ۴:۰   | اشتوتگارت           |
| ۱۹۹۹                               | بای آرنا، لورکوزن                | بایرن مونیخ | ۲:۱   | وردربرمن            |
| ۲۰۰۰                               | بای آرنا، لورکوزن                | بایرن مونیخ | ۵:۱   | هرتا برلین          |
| ۲۰۰۱                               | ورزشگاه کارل بنز مانهایم         | هرتابرلین   | ۴:۱   | شالکه ۰۴            |
| ۲۰۰۲                               | Ruhrstadion بوخوم                | هرتابرلین   | ۴:۱   | شالکه ۰۴            |
| ۲۰۰۳                               | Stadion am Bruchweg ماینتس       | هامبورگ     | ۴:۲   | بروسیا دورتموند     |
| ۲۰۰۴                               | Stadion am Bruchweg Mainz        | بایرن مونیخ | ۳:۲   | وردربرمن            |
| DFL- جام لیگ آلمان                 |                                  |             |       |                     |
| ۲۰۰۵                               | Zentralstadion لایپزیگ           | شالکه ۰۴    | ۱:۰   | اشتوتگارت           |
| ۲۰۰۶                               | Zentralstadion Leipzig           | وردربرمن    | ۲:۰   | بایرن مونیخ         |
| ۲۰۰۷                               | Zentralstadion Leipzig           | بایرن مونیخ | ۱:۰   | شالکه ۰۴            |

### رتبه‌بندی
| رتبه | تیم         | شمار قهرمانی | تاریخ                              |
| ---- | ----------- | ------------ | ---------------------------------- |
| ۱    | بایرن مونیخ | ۶            | ۱۹۹۷، ۱۹۹۸، ۱۹۹۹، ۲۰۰۰، ۲۰۰۴، ۲۰۰۷ |
| ۲    | هرتابرلین   | ۲            | ۲۰۰۱، ۲۰۰۲                         |
| ۳    | هامبورگ     | ۲            | ۱۹۷۳، ۲۰۰۳                         |
| ۴    | شالکه ۰۴    | ۱            | ۲۰۰۵                               |
| ۵    | وردربرمن    | ۱            | ۲۰۰۶                               |

| تیم                        | شمار | پس از ۱۹۹۷ |
| -------------------------- | ---- | ---------- |
| بایرن مونیخ                | ۱۲   | ۱۱         |
| بایرلورکوزن ۰۴             | ۱۰   | ۹          |
| هرتابرلین                  | ۸    | ۷          |
| شالکه ۰۴                   | ۷    | ۶          |
| وردربرمن                   | ۷    | ۶          |
| اشتوتگارت                  | ۷    | ۶          |
| بروسیا دورتموند            | ۶    | ۵          |
| کایزرسلارترن               | ۴    | ۳          |
| هامبورگ                    | ۴    | ۳          |
| بوخوم                      | ۴    | ۳          |
| کارلسروهر                  | ۳    | ۲          |
| دوویسبورگ                  | ۲    | ۱          |
| مونیخ ۱۸۶۰                 | ۲    | ۱          |
| اف سی نورنبرگ              | ۱    | ۱          |
| هانزاروستوگ                | ۱    | ۱          |
| فرایبورگ                   | ۱    | ۱          |
| اف سی کلن                  | ۱    | ۰          |
| ماینتس ۰۵                  | ۱    | ۰          |
| DSC Arminia Bielefeld      | ۱    | ۰          |
| ETB Schwarz-Weiß Essen     | ۱    | ۰          |
| FC Bayern Hof              | ۱    | ۰          |
| سن پائولی                  | ۱    | ۰          |
| KSV Hessen Kassel          | ۱    | ۰          |
| SC Fortuna Köln            | ۱    | ۰          |
| SC Rot-Weiss Essen         | ۱    | ۰          |
| SC Rot-Weiß Oberhausen     | ۱    | ۰          |
| SC Wacker 04 Berlin        | ۱    | ۰          |
| اینتراخت فرانکفورت         | ۱    | ۰          |
| SG Eintracht Gelsenkirchen | ۱    | ۰          |
| SpVgg Erkenschwick         | ۱    | ۰          |
| هانوفر ۹۶                  | ۱    | ۰          |
| اینتراخت برانشویگ          | ۱    | ۰          |
| TSV Fortuna Düsseldorf     | ۱    | ۰          |
| VfB Borussia Neunkirchen   | ۱    | ۰          |
| VfL Osnabrück              | ۱    | ۰          |
| بروسیا مونشن گلادباخ       | ۱    | ۰          |

## رکوردها
| رتبه | بازیکن                | تیم                                  | بازی |
| ---- | --------------------- | ------------------------------------ | ---- |
| ۱    | حسن سالیحمیدزیچ       | بایرن مونیخ                          | ۱۴   |
| ۲    | Stefan Beinlich       | بایرلورکوزن هرتابرلین هامبورگ        | ۱۳   |
| ۲    | الیورکان              | بایرن مونیخ                          | ۱۳   |
| ۴    | سباستین دایسلر        | هرتابرلین بایرن مونیخ                | ۱۱   |
| ۴    | تورستن فرینگس         | وردربرمن بایرن مونیخ بروسیا دورتموند | ۱۱   |
| ۶    | 1974 Michael Hartmann | هرتابرلین                            | ۱۰   |
| ۶    | Andreas Neuendorf     | هرتابرلین بایرلورکوزن                | ۱۰   |
| ۶    | میشائل تارنات         | بایرن مونیخ                          | ۱۰   |
| ۶    | Jurica Vranješ        | بایرلورکوزن اشتوتگارت وردربرمن       | ۱۰   |
| ۱۰   | Gerald Asamoah        | شالکه ۰۴                             | ۹    |
| ۱۰   | Frank Baumann         | وردربرمن                             | ۹    |
| ۱۰   | Fredi Bobic           | اشتوتگارت بروسیا دورتموند هرتابرلین  | ۹    |
| ۱۰   | تورستن فینک           | بایرن مونیخ                          | ۹    |
| ۱۰   | گابور کرالی           | هرتابرلین                            | ۹    |
| ۱۰   | میروسلاو کلوزه        | کایزرسلارترن وردربرمن بایرن مونیخ    | ۹    |
| ۱۰   | Lars Ricken           | بروسیا دورتموند                      | ۹    |
| ۱۰   | 1973 Andreas Schmidt  | هرتابرلین                            | ۹    |
| ۱۰   | مهمت شول              | بایرن مونیخ                          | ۹    |
| ۱۰   | Zvonimir Soldo        | اشتوتگارت                            | ۹    |

| رتبه | بازی              | تیم                                             | گل |
| ---- | ----------------- | ----------------------------------------------- | -- |
| ۱    | جیوانی البر       | بایرن مونیخ                                     | ۸  |
| ۲    | Ulf Kirsten       | بایرلورکوزن ۰۴                                  | ۵  |
| ۲    | Alex Alves        | هرتابرلین                                       | ۵  |
| ۲    | Ivan Klasnić      | وردربرمن                                        | ۵  |
| ۲    | Marcelinho        | هرتابرلین                                       | ۵  |
| ۶    | میشائیل بالاک     | بایرن مونیخ                                     | ۴  |
| ۶    | Stefan Beinlich   | بایرلورکوزن ۰۴ (۲) هرتابرلین (۱) هامبورگ (۱)    | ۴  |
| ۶    | Fredi Bobic       | اشتوتگارت (۱) بروسیا دورتموند (۲) هرتابرلین (۱) | ۴  |
| ۹    | Victor Agali      | شالکه ۰۴                                        | ۳  |
| ۹    | Sebastian Deisler | هرتابرلین (۱) بایرن مونیخ (۲)                   | ۳  |
| ۹    | Carsten Jancker   | هرتابرلین                                       | ۳  |
| ۹    | Michael Preetz    | هرتابرلین                                       | ۳  |
| ۹    | فرانک ریبری       | بایرن مونیخ                                     | ۳  |
| ۹    | الکساندر زیکلر    | بایرن مونیخ                                     | ۳  |